# جون ونايت (فنان)
جون ونايت (بالإنجليزية: John Knight)‏ هو فنان أمريكي، ولد في 1945 في هوليوود في الولايات المتحدة.